# 廣佈中劍水蚤
廣佈中劍水蚤（学名：Mesocyclops leuckarti）为剑水蚤科中剑水蚤属的动物。分布于越南、泰国、新加坡、印度尼西亚、印度、巴基斯坦、伊拉克、日本、俄罗斯、欧洲、非洲、美洲以及中国大陆各省区等地，属于各种类型的水域中。